# 徐定超

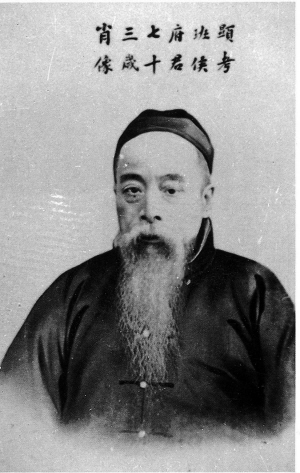
徐定超73岁容像

徐定超（1845年—1918年），字班侯，浙江永嘉县枫林人。清末民初官员、医学家。

## 生平
徐定超于光绪二年（1876年）中举人，光绪九年（1883年）成进士；同年五月，著以主事分部学习，授户部广东司主事，曾任户部则例馆纂修。光绪二十五年（1899年）被聘为京师大学堂医学教习。光绪三十二年（1906年）授山东道监察御史，次年转江西道、河南道。宣统元年（1909年）十一月，就任浙江两级师范学堂监督。宣统三年（1911年）春，被举为浙江省学务议长。
辛亥革命爆发后，曾任温州军政分府都督。民国元年（1912年）三月，改永嘉县知事。民国七年（1918年）1月，乘普济轮返回温州途中，遭遇海难，不幸去世。
徐定超工诗文，精研医术。著有《徐侍御遗稿》、《伤寒论讲义》等。
其孙徐贤修曾任国立清华大学校长。

## 延展阅读
1. ↑  《大清德宗同天崇运大中至正经文纬武仁孝睿智端俭宽勤景皇帝实录》（卷一百六十三）：光绪九年癸未五月。庚辰朔……吕炎律、刘尚伦、陈鸿绶、饶昌麟、蔡卿云、王永年、朱紫佐、陈咸庆、卢聿炳、陈阜嘉、李春元、黄传礼、张铭坤、方铸、陶福祖、孙传奭、胡治铨、陈日新、于耿光、徐定超、承荫、裕连、朱占科、张琯生、刘光第、谢化南、王金镕、徐谦、锡恩、刘子焕、来维礼、陈毓光、汪景星、左盛均、杨传书、尤兰芳、孙崇墉、顾厚焜、张嘉猷、汪如练、武朝勋、彭琨生、丁寿鹤、江昌燕、叶大烜、齐学瀛、刘家模、陈增玉、曹步云、汪汝纶、邓福初、李世祥、王荃、戚善勖、李浚、何息深、欧阳钧、杨履晋、雷祖迪、张九章、定成、陈槐林、任宗泰、赖清键、李瀛瑞、郝耀昂、章法护、谢辅濂、缪介臣、殷瑞生、程景明、窦渥之、张荀鹤、李秉瑞、梁莘、余连萼、刘保厚、李扬宗、李经野、周安、包宗经、孙宗纬、赵湘洲、聂兴圻、黎大钧、叶士荃、俱著以主事分部学习。
2. ↑  《监察御史徐定超》，上海学林出版社，1997年
3. ↑  刘时觉主编《温州近代医书集成》，上海社会科学院出版社，2005年